# كاواساكي للصناعات الثقيلة
كاواساكي للصناعات الثقيلة (بالإنجليزية: Kawasaki Heavy Industries)‏ هي شركة دولية مقرها في اليابان. تأسست في 15 أكتوبر 1896. يقع مقرها في كوبه، اليابان.
بدأت كشركة لبناء السفن، وجلبت النظر الي المنتجات الاستهلاكية من خلال الدراجات النارية و الدراجات الرباعية العجلات متعددة الاستخدامات، ومازالت الشركة والشركات التابعة لها تصنع المركبات المائية الشخصية والسفن والمنشآت الصناعية والجرارات والقطارات والمحركات الصغيرة، ومعدات الفضاء (بما في ذلك الطائرات العسكرية). وقد تم ذلك من خلال العمل من الباطن على الطائرات النفاثة (بما في ذلك طائرات بوينغ جامبو) وطائرات امبراير وبومباردييه.

## وصلات خارجية
- الموقع الإلكتروني